# Kalia Prescott
Kalia Madison Prescott (California, Estados Unidos, 5 de noviembre de 1997) es una actriz, modelo y doble de riesgo estadounidense. Interpretó al tributo femenino del Distrito 3 en The Hunger Games. Al igual que otros actores de la película que interpretan a los tributos de nombre desconocido, Prescott es doble de riesgo e hizo de doble en las películas Spider-Man 2 y Red Dawn. También es modelo, famosa por su contrato con Gucci, el cual terminó en el 2011. Desde entonces ha estado modelando para varias compañías como modelo independiente.
Kalia inició su carrera en el mundo del espectáculo con cinco años de edad como una doble de acción en Spider-Man 2. Gracias a esto, Kalia fue elogiada por los mejores especialistas de Hollywood. A los trece años firmó con Ford Models.